# Recompensa (videojocs)

Exemple de recompensa

La recompensa, trofeu o desafiament és, en el llenguatge dels videojocs, qualsevol progrés tangible que s'aconsegueix durant el transcurs o a la fi d'una partida o missió. Són un factor determinant en el disseny i l'èxit del videojoc i sovint es distribueixen en capes de dificultat, temps i risc. Permeten, d'altra banda, estimular la competitivitat i alhora bonificar la classificació dels jugadors en línia d'un mateix videojoc.
Les recompenses són un vector de jugabilitat que permet eixamplar les possibilitats d'un joc concret. Ofereix al jugador el fet no només de completar-lo, sinó també de descobrir-ne el ventall de detalls, de secrets i de nivells d'exigència. Són desafiaments que s'insereixen al llarg de l'edició o bé perquè sorgeixin aleatòriament, o bé com a reptes que defineixin la compleció d'un nivell o d'un objectiu secundari. També n'hi ha que depenen del temps jugat, com ara la repetició d'una mateixa acció un nombre concret de vegades, la visualització d'un vídeo publicitari —en el cas de jocs gratuïts— o la compleció d'un nivell determinat en un període determinat. Endemés, alguns trofeus fan referència a d'altres prèvies, és a dir, que sigui indispensable haver-ne obtingut altres abans.
A diferència del desbloquejament de secrets, que més aviat aporta beneficis directes com ara característiques addicionals de joc, els desafiaments amb recompensa no atribueixen característiques especial als jugadors, sinó que apel·len a l'impacte sensorial i emocional del jugador. Són obtinguts generalment fora de l'entorn de joc i formen part del perfil en línia del jugador (Gamertag per Live Anywhere de Microsoft, tant pels títols de Xbox 360 i Games for Windows - Live suport en jocs per PC, PSN ID per PlayStation Network (PSN)) o per un personatge en particular (els punts de les recompenses en World of Warcraft). La motivació pel jugador per obtenir recompenses, radica en la maximització de la seva pròpia puntualització i obtenir el reconeixement per la seva constància.